# Europacup I hockey mannen 1993
De 20ste Europacup I hockey voor mannen werd gehouden van 28 tot en met 31 mei 1993 in Brussel. Het deelnemersveld bestond uit 8 teams. Uhlenhorst Mülheim won deze editie door in de finale het Spaanse Club Egara te verslaan.

## Uitslag poules

### Eindstand Groep A
| Team                     | Pnt | GS | W | G | V | DV | DT | DS  |
| ------------------------ | --- | -- | - | - | - | -- | -- | --- |
| 1. Uhlenhorst Mülheim    | 6   | 3  | 3 | 0 | 0 | 11 | 0  | +11 |
| 2. Racing Club de France | 4   | 3  | 2 | 0 | 1 | 8  | 5  | +3  |
| 3. Dürkheimer HC         | 2   | 3  | 1 | 0 | 2 | 5  | 6  | -1  |
| 4. Wien Cobra            | 0   | 3  | 0 | 0 | 3 | 2  | 15 | -13 |

### Eindstand Groep B
| Team                  | Pnt | GS | W | G | V | DV | DT | DS |
| --------------------- | --- | -- | - | - | - | -- | -- | -- |
| 1. Club Egara         | 6   | 3  | 3 | 0 | 0 | 6  | 3  | +3 |
| 2. Royal Léopold Club | 3   | 3  | 1 | 1 | 1 | 5  | 3  | +2 |
| 3. HDM                | 3   | 3  | 1 | 1 | 1 | 2  | 2  | 0  |
| 4. Kelburne HC        | 0   | 3  | 0 | 0 | 3 | 0  | 5  | -5 |

## Poulewedstrijden

### Vrijdag 28 mei 1993
- A Uhlenhorst - Wien Cobra 7-0 (2-0)
- A Dürkheim - R.C. de France 2-3 (1-1)
- B HDM - Léopold 0-0
- B Egara - Kelburne 1-0 (0-0)

### Zaterdag 29 mei 1993
- A Dürkheim - Wien Cobra 3-1 (0-0)
- A Uhlenhorst - R.C. de France 2-0 (0-0)
- B HDM - Kelburne 1-0 (1-0)
- B Egara - Léopold 3-2 (2-1)

### Zondag 30 mei 1993
- A Uhlenhorst - Dürkheim 2-0 (1-0)
- A R.C. de France - Wien Cobra 5-1 (5-1)
- B HDM - Egara 1-2 (0-0)
- B Léopold - Kelburne 3-0 (2-0)

## Finalewedstrijden

### Maandag 31 mei 1993
- 7de - 8ste plaats Kelburne - Wien Cobra 3-1 (1-0)
- 5de - 6de plaats HDM - Dürkheim 2-4 (1-3)
- 3de - 4de plaats Léopold - R.C. de France 0-0 (4-3 wns)
- 1ste - 2de plaats Uhlenhorst - Egara 1-0 (0-0)

## Einduitslag
1.  Uhlenhorst Mülheim 

2.  Club Egara 

3.  Royal Léopold Club 

4.  Racing Club de France 

5.  Dürkheimer HC 

6.  HDM 

7.  Kelburne HC 

8.  Wien Cobra